# Animafest Zagreb
Animafest Zagreb – międzynarodowy festiwal filmów animowanych odbywający się od 1972 roku w Zagrzebiu.        

## Historia
W 1969 roku ASIFA w Londynie podjęła decyzję o organizacji festiwalu w Zagrzebiu, który miał odbywać się co dwa lata i na zmianę z festiwalem w Annecy. Ponieważ francuski festiwal odbył się już 8 razy pierwsza edycja w Zagrzebiu nosiła nazwę 9. Międzynarodowy Festiwal Filmu Animowanego. Podczas zimnej wojny dla krajów bloku wschodniego Jugosławia była oknem na świat i miejscem spotkań z Zachodem. Od 2005 roku festiwal odbywał się corocznie, z tym, że niektóre lata były poświęcone filmowi krótkometrażowemu, a niektóre fabularnemu.    
Międzynarodowy Festiwal Filmów Animowanych Animafest w Zagrzebiu to drugi najstarszy festiwal filmowy poświęcony w całości sztuce animacji. Jest uważany jest za jeden z czterech najważniejszych festiwali w tej dziedzinie. Od 1978 roku jest przyznawana przez publiczność nagroda Pana M. na cześć pierwszego dyrektora festiwalu Želimira Matko. Ma zachęcać widzów do aktywnego uczestnictwa w wydarzeniu. Po raz pierwszy trafiła do Zdenka Gašparovića za film „Satiemania”

## Organizacja
Festiwal odbywa się co roku na początku czerwca. Logo festiwalu Z i pierwszy plakat opracował Borivoj Dovniković Bordo i Zlatko Bourek. Maskotka festiwalowa Mandlek, mały mężczyzna w meloniku, jest przeprojektowywana w każdym roku. Najbardziej znany projekt Zvonimira Lončaricia, wieloletniego autora plakatu festiwalowego. Rozpoznawalny sygnał festiwalowy skomponował znany muzyk jazzowy Igor Savin. Pierwszy festiwal w 1972 roku miał 308 zgłoszeń - w 2018 roku  było ich ponad 1800. Hasło Z jak Zagrzeb zostało zaprojektowane przez krytyka filmowego Rona Hollowaya.    
Na początku festiwal organizował Zagreb Film, potem Zagreb Concert Management, a od 2007 roku prywatna firma produkcyjna Hulahop.        
Kategorie konkursowe:
- filmy krótkometrażowe
- filmy fabularne
- filmy studenckie
- filmy dla dzieci
- filmy chorwackie

## Nagrody
Zwycięzcy Grand Prix Animafest bezpośrednio kwalifikują się Cartoon d’Or i mają ułatwione starania o nominację do Oscara. Nagrody:
1. W konkursie filmów krótkometrażowych:
- Grand Prix - za najlepszy film krótkometrażowy festiwalu - nagroda w wysokości 2 500 €
- Golden Zagreb - za kreatywność i innowacyjne osiągnięcia artystyczne - nagroda w wysokości 2 000 €
- nagroda Zlatko Grgića za najlepszy debiut - nagroda  w wysokości 1500 €
- Pana M. (od nazwiska Želimira Matko) –  nagroda publiczności za film krótkometrażowy

2. W konkursie filmów pełnometrażowych
- Grand Prix - za najlepszy film - nagroda w wysokości 2 500 €
- Pana M. ((od nazwiska Želimira Matko) – nagroda publiczności za film pełnometrażowy

3. Chorwacki konkurs filmowy - nagroda za najlepszy film chorwacki.
4. W konkursie filmów studenckich - nagroda Dušana Vukotića za najlepszy film studencki - w wysokości 1000 €
5. W konkursie filmów dla dzieci - nagroda za najlepszy film dla dzieci.

### Grand Prix za film krótkometrażowy
| rok   | Tytuł                                     | reżyser                                   | państwo                                   |
| ----- | ----------------------------------------- | ----------------------------------------- | ----------------------------------------- |
| 1972  | Bitwa nad Kierżeńcem                      | Jurij Norsztejna i Iwan Iwanow-Wano       | ZSRR                                      |
| 1974  | Dnevnik                                   | Nedeljko Dragić                           | Jugosławia                                |
| 1976  | festiwal nie odbył się                    | festiwal nie odbył się                    | festiwal nie odbył się                    |
| 1978  | Satiemania                                | Zdenko Gašparović                         | Jugosławia                                |
| 1980. | Bajka bajek                               | Jurij Norsztejn                           | ZSRR                                      |
| 1982  | Grand Prix nie przyznano                  | Grand Prix nie przyznano                  | Grand Prix nie przyznano                  |
| 1984  | Jumping                                   | Osamu Tezuka                              | Japan                                     |
| 1986. | Grand Prix nie przyznano                  | Grand Prix nie przyznano                  | Grand Prix nie przyznano                  |
| 1988  | Zawtrak na trawje (Śniadanie na trawie)   | Priit Pärn                                | ZSRR(Estonia)                             |
| 1990  | The Brooch Pin And The Sinful Clasp       | JoWonder                                  | Wielka Brytania                           |
| 1992  | Franz Kafka                               | Piotr Dumała                              | Polska                                    |
| 1994  | Wallace i Gromit: Wściekłe gacie          | Nick Park                                 | Wielka Brytania                           |
| 1996  | 1895                                      | Priit Pärn, Janno Põldma                  | Estonia                                   |
| 1998  | Rusałka                                   | Aleksandr Pietrow                         | Rosja                                     |
| 2000  | When the Day Breaks                       | Wendy Tilby i Amanda Forbes               | Kanada                                    |
| 2002  | Ojciec i córka                            | Michaël Dudok de Wit                      | Wielka Brytania                           |
| 2004  | Glava gora                                | Kōji Yamamura                             | Japonia                                   |
| 2005  | Animafest - edycja filmu długometrażowego | Animafest - edycja filmu długometrażowego | Animafest - edycja filmu długometrażowego |
| 2006. | Dreams and Desires - Family Ties          | Joanna Quinn                              | Wielka Brytania                           |
| 2007. | Animafest - edycja filmu długometrażowego | Animafest - edycja filmu długometrażowego | Animafest - edycja filmu długometrażowego |
| 2008. | The Pearce Sisters                        | Luis Cook                                 | Wielka Brytania                           |
| 2009  | Animafest - edycja filmu długometrażowego | Animafest - edycja filmu długometrażowego | Animafest - edycja filmu długometrażowego |
| 2010  | Divers in the Rain                        | Olga Pärn, Priit Pärn                     | Estonia                                   |
| 2011  | Animafest - edycja filmu długometrażowego | Animafest - edycja filmu długometrażowego | Animafest - edycja filmu długometrażowego |
| 2012  | Oh Willy...                               | Emma De Swaef, Marc James Roels           | Belgia / Francja                          |
| 2013  | Animafest - edycja filmu długometrażowego | Animafest - edycja filmu długometrażowego | Animafest - edycja filmu długometrażowego |
| 2014  | Love Games                                | Yumi Joung                                | Korea Południowa                          |
| 2015  | We Can't Live Without Cosmos              | Konstantin Bronzit                        | Rosja                                     |
| 2016  | Endgame                                   | Phil Mulloy                               | Wielka Brytania                           |
| 2017  | Nighthawk                                 | Špela Čadež                               | Słowenia / Chorwacja                      |

### Grand Prix za film długometrażowy
| rok  | tytuł                 | reżyser                                                                | państwo                    |
| ---- | --------------------- | ---------------------------------------------------------------------- | -------------------------- |
| 2005 | Terkel in Trouble     | Kresten Vestbjerg Andersen, Thorbjørn Christoffersen, Stefan Fjeldmark | Dania                      |
| 2007 | Azur i Asmar          | Michel Ocelot                                                          | Francja                    |
| 2009 | Walc z Baszirem       | Ari Folman                                                             | Izrael                     |
| 2011 | My dog Tulip          | Paul Fierlinger, Sandra Fierlinger                                     | USA                        |
| 2013 | Approved for Adoption | Laurent Boileau, Jung                                                  | Belgia / Francja           |
| 2015 | Chłopiec i świat      | Alê Abreu                                                              | Brazylia                   |
| 2016 | Czarodziejska Góra    | Anca Damian                                                            | Rumunia / Polska / Francja |
| 2017 | Czerwony żółw         | Michaël Dudok de Wit                                                   | Francja / Belgia / Japonia |